# Віллем Янсзон Блау
В́іллем Янсз́он Бл́ау (нід. Willem Janszoon Blaeu, 1571, Алкмар — 1638, Амстердам) — нідерландський картограф та видавець. Був учнем данського астронома Тихо Браге (1546—1601) і набув слави як математик, географ, астроном, особливо як виробник земних та небесних глобусів, що вирізнялися своєю точністю та вишуканістю. Атласи виробництва Віллема Блау поряд із картами подають розлогий текст географічного та історичного змісту. Сини Віллема Блау — Ян Блау та Корнеліс. Вони продовжували розвивати друкарську справу батька.

## Родинна фірма «Блау»
Фірма була заснована 1596 року Віллемом Янсзоном Блау. Спеціалізувалася з випуску карт, книг, географічних атласів, а також земних і небесних глобусів. Глобуси фірми «Блау» вирізнялися своєю точністю та вишуканістю. Атласи виробництва Віллема Блау поряд із картами подають розлогий текст географічного та історичного змісту. 1638 р., після смерті батька (Віллема Блау) Ян Блау (Jan (Joan) Willemsz. Blaeu; 1596—1673) разом з братом Корнеліусом продовжив його справу, а також став наступником свого батька на посаді картографа Нідерландської Ост-Індської компанії. Після смерті брата в 1648 р. він сам керував створеною батьком компанією.. 28 лютого 1672 року видавництво та друкарня були знищена вогнем, після чого фірма «Блау» припинила існування.

## Карти України
Від 1631 р. Віллем Блау друкував у своїх атласах копію карти Радзивіла (виконану амстердамським гравером Гесселем Ґеррітцом у 1613 р.). Гессель Ґеррітц (Hessel Gerritz; 1581—1632) був гравером і картографом амстердамського видавничого дому «Блау»..

Початково, на карті Радзивіла, справа була розміщена карта-врізка нижньої течії Дніпра, але вже в другому видінні Apendix Theatri (1631 р.) Віллем Блау помістив ці дві карти, видрукувані на окремих аркушах. В такому вигляді карти входили до атласів Theatrum Orbis Terrarum і Novus Atlas фірми Блау до 1647 р. У Центральному Подніпров'ї (трохи нижче Києва) позначена латиною Volynia Vlteririor quae tum Vkraina tum Nis ab altis vocitatur («Східна Волинь, яку звали також Україною та Низом»)...

## Галерея

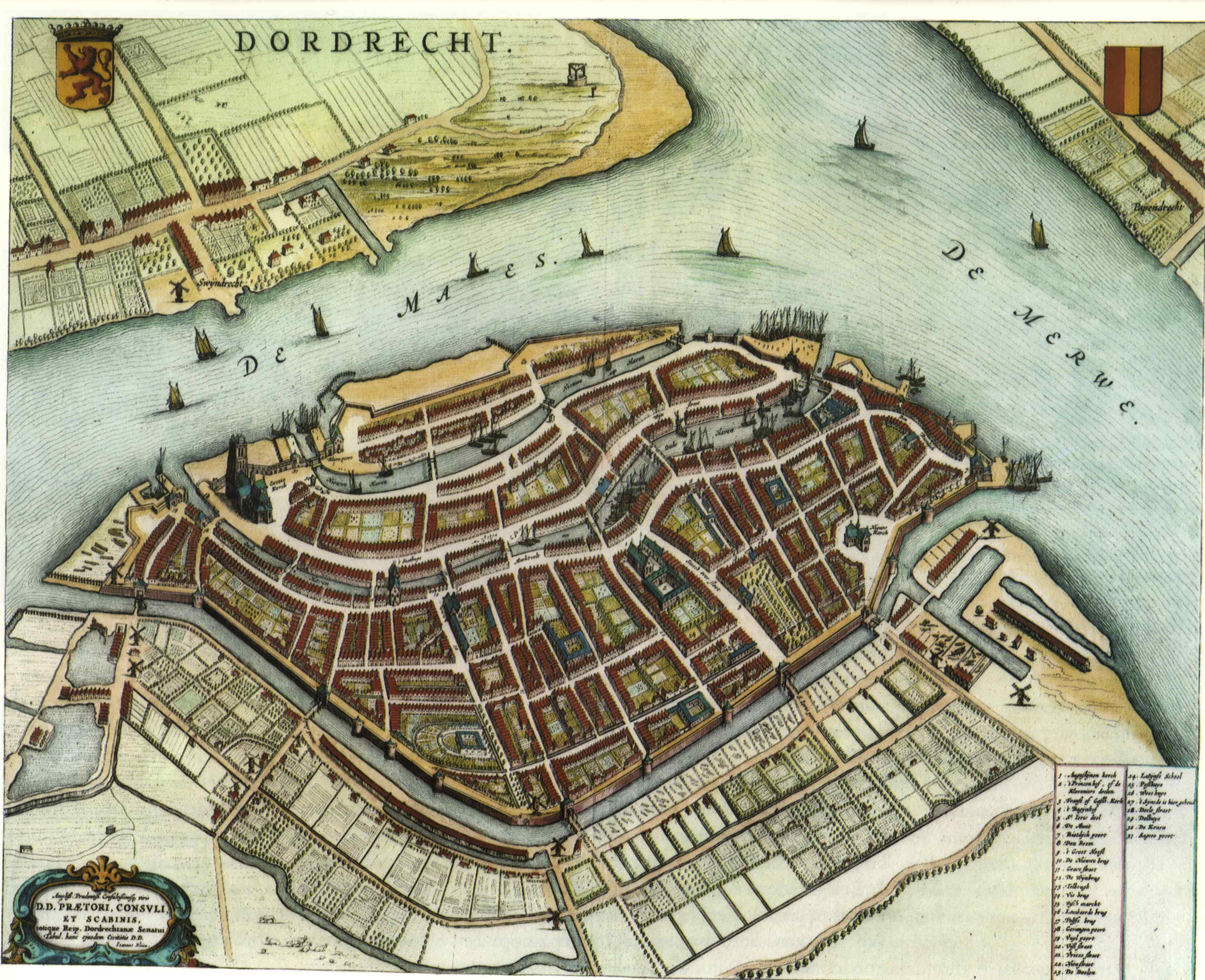
Віллем та Ян Блау. План Дордрехта, 1652 рік.
Нідерландська марка із зображенням картографа